# Zéphir (plaque)
 (juin 2011).
La Zéphir est une plaque d’ostéosynthèse cervicale qui a été conçue à Lille, en France. Elle a été inventée par le docteur Richard Assaker, professeur de neurochirurgie à l’université de Lille, praticien au CHRU de Lille, et développée, fabriquée et distribuée par la société Medtronic depuis 2001 (brevet international no US 6,652,525 B1).

## Description et rationnel de la plaque
Il s’agit d’une instrumentation constituée d’une plaque et de vis, destinée aux traitements de pathologies dégénératives, traumatiques et tumorales cervicales. Les patients se présentent avec des tableaux cliniques associant compression neurologique et/ou une instabilité du rachis au niveau cervical.
L’usage d’une telle plaque, dite d’ « ostéosynthèse », a comme intention de reconstruire et de stabiliser un rachis cervical après la décompression.
Pour lever la compression sur la moelle épinière et les racines des nerfs, le chirurgien résèque le disque intervertébral et/ou le corps vertébral, ce qui engendre une « instabilité » et doit, obligatoirement, être réparée par une stabilisation. La reconstruction peut nécessiter l’usage d’une plaque telle la Zéphir.
Une particularité de cette plaque est qu’elle est à profil minimal (1,6 mm d’épaisseur, 15 mm de largeur et treize tailles différentes allant de 22,5 mm à 67,5 mm) et qu’elle a été à l’origine d’une génération de plaques dites dynamiques. Le profil se veut mieux adapté au rachis cervical et à sa forme (ex. : pré-cintrage pour une adaptation optimale) et le concept de plaque dite « dynamique » permet de mieux tolérer les phénomènes de réparations osseuses. De plus, le choix du matériau est compatible avec l’exploration par imagerie IRM et l’instrumentation est simplifiée, ce qui facilite le geste chirurgical[réf. souhaitée].

## Technique chirurgicale
Le patient est placé sur le dos, sous anesthésie générale.
Le chirurgien choisi alors un côté (droit ou gauche) et procède ensuite, en fonction de la pathologie, à un geste bien spécifique qui a pour objectif de protéger les éléments neurologiques (moelle et racine nerveuse) et de réduire les douleurs dues à l’atteinte du rachis cervical.
La plaque d’ostéosynthèse, placée à la fin du geste chirurgical, assure la stabilité.
La technique chirurgicale de pose est décrite et enseignée par le chirurgien ou le fabricant :
1. Choix et positionnement de la plaque (cela dépend de la pathologie et du nombre de segments à fixer).
2. La plaque est positionnée sur la face antérieure du rachis cervical et quatre vis, de longueur déterminée, permettent de la fixer aux vertèbres. Une radiographie préopératoire permet, si besoin, d’optimiser le placement.

Un système de verrouillage des vis est intégré et permet d’éviter des complications tardives de type déplacement de l’instrumentation ou migration d’une ou de plusieurs vis.